# Miguel Armario
Miguel Armario Bosch (Larache, 1916-Madrid, 28 de abril de 2000) fue un actor español.

## Biografía
Especialmente recordado por el papel del Tío Aquiles, en el programa infantil de TVE Los Chiripitifláuticos, cuando abordó el personaje, Armario contaba ya con una larga trayectoria interpretativa a sus espaldas.
Debutó en el teatro en 1932, y desde un primer momento apostó por el género de la comedia, interpretando ya con éxito en aquella época algunas de las obras de Pedro Muñoz Seca como Anacleto se divorcia, Los extremeños se tocan o La venganza de Don Mendo y de Enrique Jardiel Poncela, como Angelina o el honor de un brigadier. 
Posteriormente trabajaría junto a su esposa, la actriz Rosa Sabatini, en la compañía de Hermano Arroyo.
Su experiencia cinematográfica no fue muy prolífica e interpretó siempre personajes secundarios. Debutó con El malvado Carabel (1956), de Fernando Fernán Gómez. Posteriormente, intervendría, entre otras, en Tres de la Cruz Roja (1961), de Fernando Palacios; La historia de Bienvenido (1964), de Augusto Fenollar; La ciudad no es para mí (1966), de Pedro Lazaga o Sor Citroën (1967), Verano 70  (1969) también de Lazaga.
Pero la auténtica popularidad la alcanza a partir de 1965 cuando comienza a interpretar el personaje del Tío Aquiles en el espacio Antena infantil de TVE. Tal fue la repercusión del mini-espacio que a partir de la siguiente temporada Los Chiripitifláuticos alcanzaron su propio programa y se convirtieron en todo un emblema para la generación de niños españoles educados en los años sesenta y principios de los setenta.
Armario se retiró de los escenarios en 1975, poco después de la muerte de su mujer.
- Datos: Q6013921